# Santuario della Madonna del Sangue
Il santuario della Madonna del Sangue è un santuario mariano sito nel comune di Re, in provincia del Verbano-Cusio-Ossola e diocesi di Novara.

## Storia

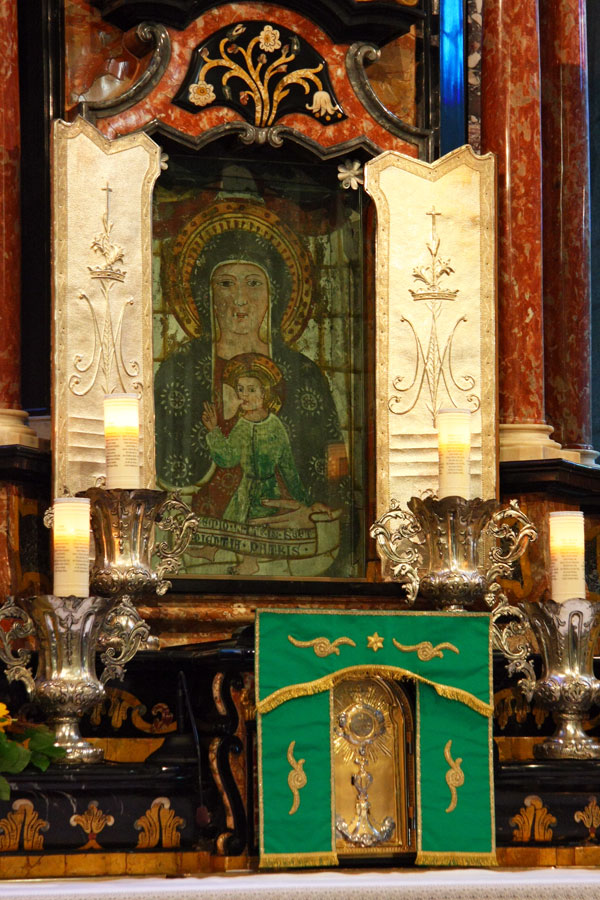
L'affresco della Madonna del Sangue

Il santuario attuale sorge a ridosso della chiesa di San Maurizio dove, secondo la tradizione, avvenne un miracolo. Nel 1494 un tal Giovanni Zucono di Villette, in preda alla rabbia per aver perso al gioco, scagliò una pietra su un piccolo affresco della Madonna del Latte presente sulla facciata. La mattina dopo dei passanti si accorsero che l'affresco iniziava a sanguinare. Questo avvenimento è testimoniato da diversi documenti. Il principale risale a pochi giorni dopo l'effusione e fu redatto dal podestà della Valle, Daniele de Crispis, e sottoscritto da quattro notai.
Questi avvenimenti non erano totalmente inusuali nel XV secolo: ad esempio, un episodio analogo avvenne a Forlì, dove, a quanto narrano le cronache, un'immagine mariana, colpita da un pugnale, schizzò sangue dalla ferita, dando origine alla devozione della Madonna della ferita, oggi venerata nella cattedrale di Santa Croce.
Molti anni dall'evento miracoloso, nel 1627, l'antica chiesa di San Maurizio, dove si trovava l'affresco, fu completamente ricostruita per iniziativa del vescovo di Novara Carlo Bascapè. L'affresco miracoloso venne posizionato sull'altare.
A causa del grande afflusso di pellegrini, alla fine dell'Ottocento, il clero e le amministrazioni locali iniziarono a pensare alla costruzione di un più grande e maestoso santuario. Il nuovo progetto, ideato dell'architetto Edoardo Collamarini di Bologna prevedeva la costruzione di un santuario in stile neobizantino, che si inserisse perpendicolarmente sul transetto della preesistente chiesa. I lavori iniziarono a partire dal 1922, grazie anche al contributo di scalpellini e di artigiani locali. Venne ufficialmente consacrato il 5 agosto 1958 dall'arcivescovo Gilla Vincenzo Gremigni alla presenza della popolazione del clero novarese e delle autorità civili. Sempre nel 1958 venne elevato da papa Pio XII alla dignità di basilica minore. Questo santuario è meta di vari pellegrinaggi dal circondario ed è il luogo di culto di riferimento della Val Vigezzo. Per questa chiesa passa la via del Mercato, uno dei percorsi di CoEUR - Nel cuore dei cammini d'Europa.
Il Santuario della Madonna del Sangue è gestito dai padri oblati, rettore è il Canonico Monsignor Giancarlo Julita.

## Descrizione

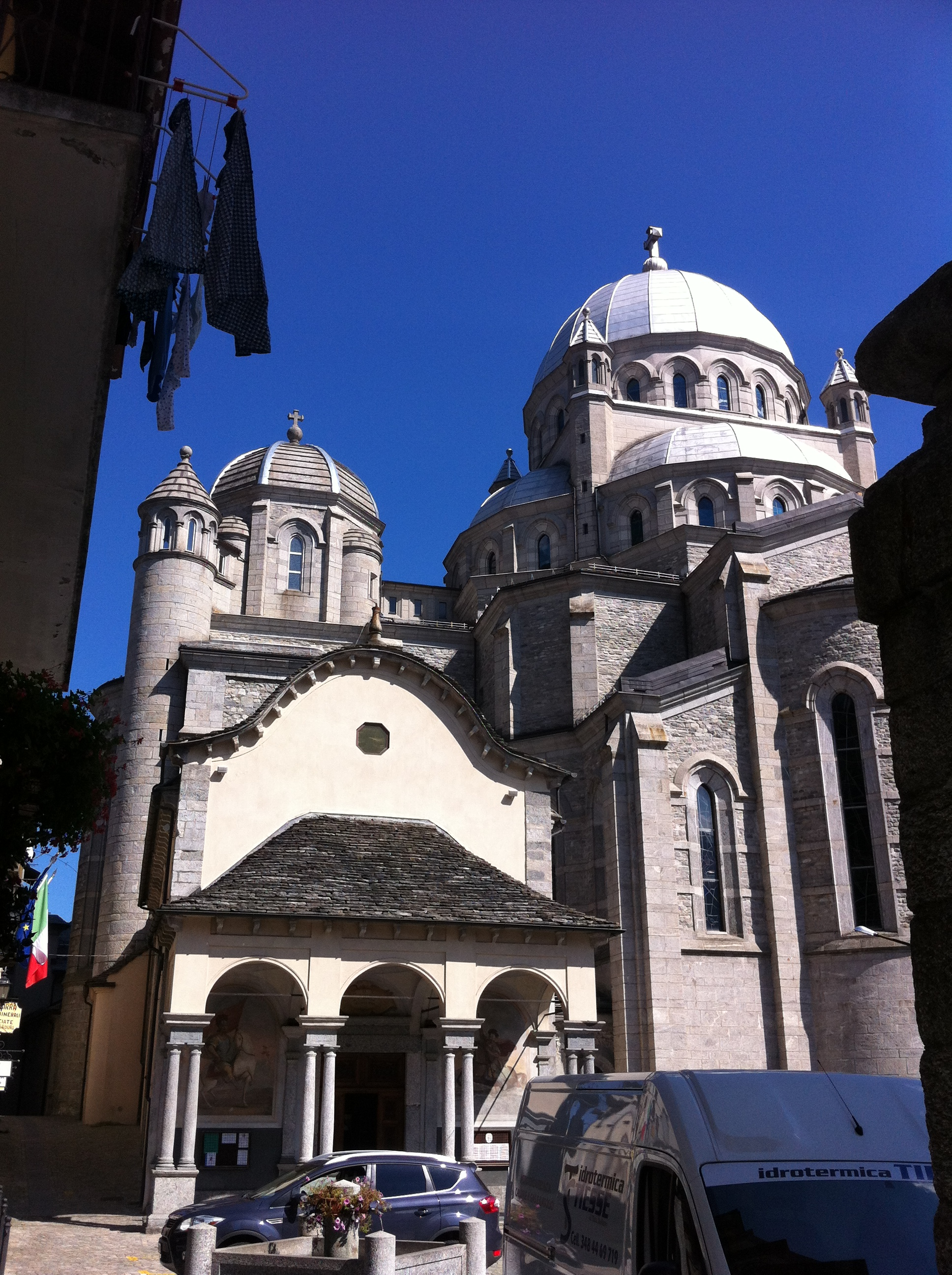
La facciata della chiesa di san Maurizio (1627), sovrastata dalla mole del Santuario della Madonna del Sangue (1958)

### Chiesa di San Maurizio
La chiesa di San Maurizio, a navata unica, è orientata lungo la direttrice est-ovest, ed è caratterizzata dalla presenza di tre altari. Il primo, dedicato a san Maurizio è posizionato sul fondo del presbiterio ed è decorato dalla pala del Santo dipinta da Lorenzo Peretti. Al centro della chiesa invece si trova l'altare con l'affresco della Madonna del Sangue: sul retro presenta simmetricamente l'altare col tabernacolo in cui sono conservate le reliquie del miracolo: un'ampolla e un panno imbevuto del sangue dalla Madonna.
La facciata è anticipata da un portico, formato da quattro coppie di colonne, che protegge gli affreschi dei Santi Maurizio e Giorgio. Il campanile sorge isolato nella piazzetta prospiciente alla facciata.

### Santuario della Madonna del Sangue
Il santuario, realizzato con orientamento nord-sud, presenta una facciata a salienti, in stile neogotico, con un rosone centrale, e tre portali strombati. L'edificio, realizzato in serizzo, è a tre navate, ed è sormontato da una maestosa cupola alta 51 m.
La basilica è decorata da numerose vetrate istoriate, realizzate da Costantino Ruggeri.
Non è presente un'abside: dietro al presbiterio il santuario si innesta direttamente sulla Chiesa di san Maurizio in corrispondenza dell'altare della Madonna del Sangue. Grazie a una grande vetrata la Madonna del Sangue può essere vista anche dal santuario nuovo.
Dietro l'altare è presente l'accesso alla cripta, dove si trova anche la tomba dell'arcivescovo Gilla Vincenzo Gremigni.